# La Rançon de la peur (film, 1974)
Pour les articles homonymes, voir La Rançon de la peur.
Pour plus de détails, voir Fiche technique et Distribution.
La Rançon de la peur (titre original : Milano odia: la polizia non può sparare) est un poliziottesco italien réalisé par Umberto Lenzi et sorti en 1974.
Le film suit un petit truand, victime d'un passage à tabac par son chef, qui décide de travailler en solo et de monter sa propre escroquerie : enlever la fille du patron de sa petite amie en échange d’une rançon. Aidé par deux voyous sans envergure, il compte bien récupérer l’argent et sacrifier l'otage. Il s'ensuit une longue escalade vers la violence. Un flic intègre compte bien résoudre l’affaire.

## Synopsis

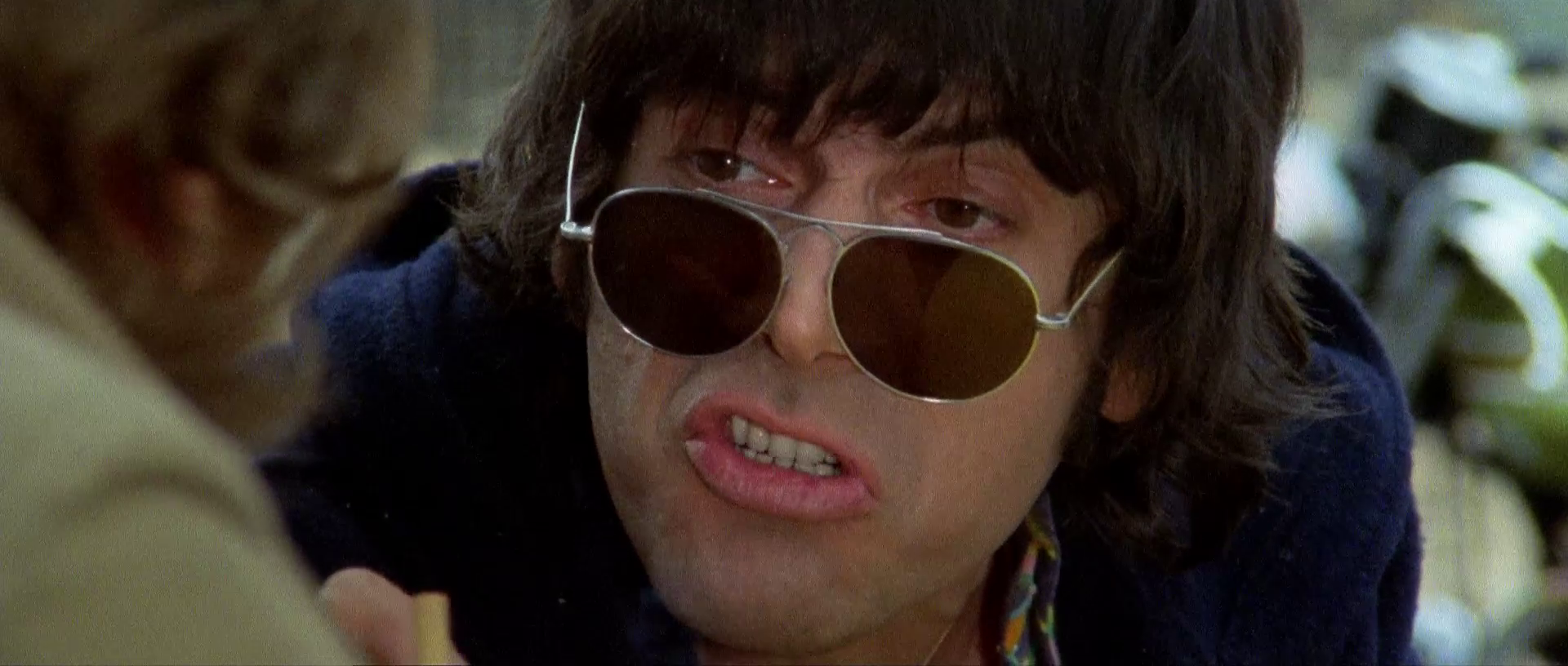
Giulio Sacchi interprété par Tomas Milian.

À Milan. Giulio Sacchi est un truand à la petite semaine, drogué, violent et psychotique. Il fait échouer un braquage parce qu'il n'arrive pas à garder son sang-froid, et tue à bout portant un policier qui voulait lui donner un ticket de parking. Cela lui coûte une sévère correction et l'exclusion de la bande, dont le chef Ugo Maione (également propriétaire d'une salle de billard) est lié à un solide code d'honneur qui condamne les effusions de sang gratuites.
Sacchi passe ses journées au bar, avec ses amis Carmine et Vittorio, ou à la maison avec sa petite amie Ione, à qui il demande constamment de l'argent. Mais Sacchi est aussi ambitieux et veut devenir riche et important et faire carrière dans la pègre. Pour y parvenir, avec Carmine et Vittorio, il décide d'enlever Marilù, la fille du commendatore Porrino, le patron de Ione. Après avoir volé la voiture de Ione, le trio se rend chez « Papa », un marchand d'armes, et lui demande trois mitraillettes sten.
Le trafiquant demande une caution de 100 000 lires par mitraillette. Il exige également qu'après six mois d'utilisation des trois armes à feu, on doit lui verser 900 000 lires.
Sacchi est donc censé payer 1 200 000 livres, mais il tue Papà et sa compagne, une ancienne prostituée ; puis il suit la voiture dans laquelle voyagent Marilù et son petit ami Gianni. Le couple s'en va dans les bois. Sacchi fait avaler à Carmine des amphétamines avec du whisky, puis tous les trois surprennent le couple. Sacchi commence à faire des grimaces à la fenêtre de la voiture, effrayant Marilù et Gianni, tandis que Carmine et Vittorio bloquent la voiture. Gianni réagit, mais est tué par la mitrailleuse de Carmine. Marilu parvient alors à s'échapper et atteint une villa où, encore sous le choc, elle demande de l'aide.

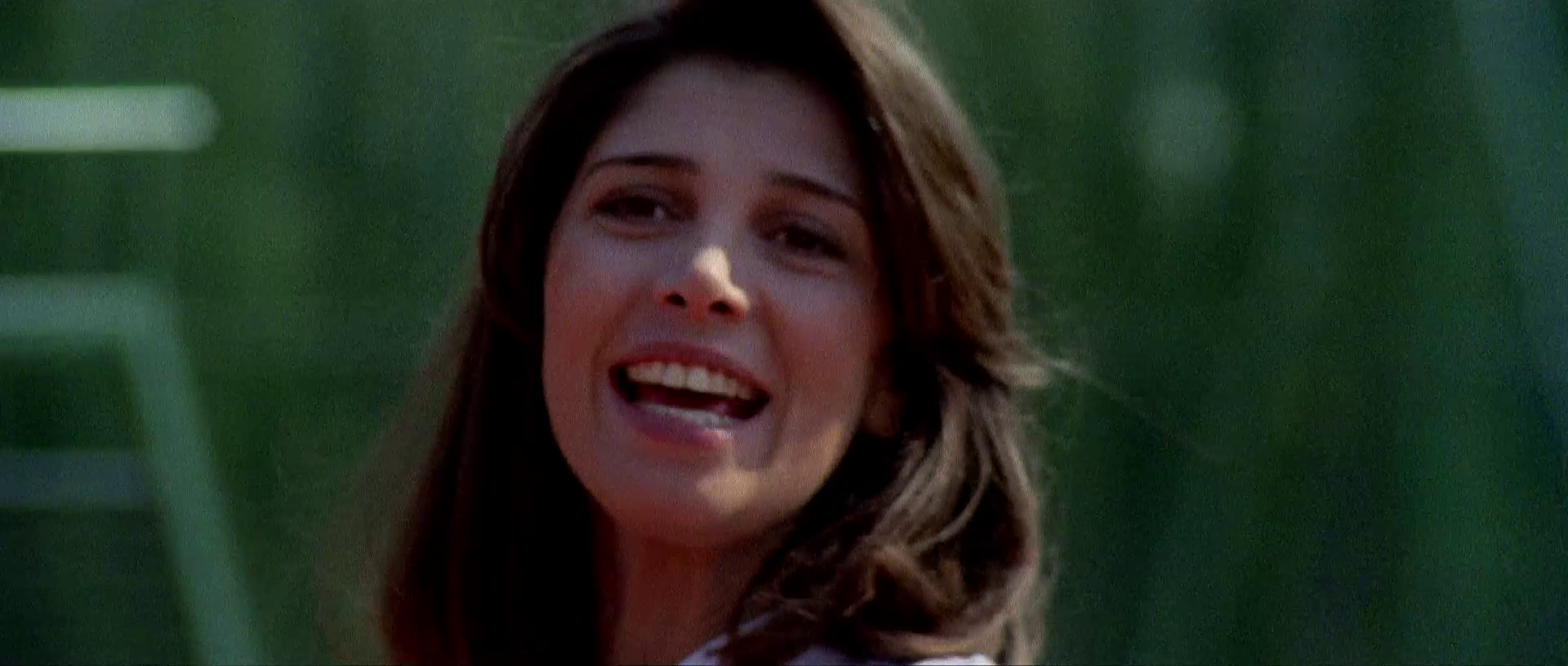
Marilù Porrino interprété par Laura Belli.

Cependant, les riches bourgeois qui vivent dans la villa ne comprennent pas immédiatement la situation, car Marilu est dans un état de confusion et ne peut pas s'expliquer correctement.
Les trois bandits, qui la suivaient, font irruption dans la maison par surprise. Sacchi, ivre d'alcool, oblige l'homme à lui faire une fellation, puis suspend les deux femmes et l'homme au lustre et commence à les torturer. Finalement, presque fou, il les tue avec une mitraillette et tue également une petite fille qui dormait à l'étage supérieur de la villa.
Le commissaire Walter Grandi, qui a passé en revue chaque scène de crimes perpétrées par Sacchi et sa bande, se rend compte qu'il a affaire à un psychopathe. Il se souvient alors du visage de Sacchi, aperçu dans la foule rassemblée autour du cadavre d'un veilleur de nuit que Sacchi avait tué après avoir été surpris à forcer un distributeur de cigarettes.
Pendant ce temps, Sacchi contacte le père de Marilù et fixe le prix de la rançon. Porrino, inquiet, se tourne vers le commissaire Grandi, qui lui demande de ne pas céder au chantage de Sacchi. Mais Porrino se prépare immédiatement à livrer la somme convenue. Entre-temps, la presse rapporte la nouvelle de l'enlèvement de Marilù et du terrible massacre qui a eu lieu dans la villa.
Sacchi parvient à se créer un alibi avec l'aide de Maione, le propriétaire d'un bar, qui, malgré sa haine pour Sacchi, se convainc de déclarer à la police, si elle l'interroge, que Sacchi était dans son bar la nuit de l'enlèvement de Marilù.
Sacchi continue de se montrer comme un dangereux psychopathe, allant jusqu'à tuer Ione après lui avoir avoué que le massacre de la villa était de son fait. Avec une excuse, il la conduit en haut d'une falaise et la jette dans le lac de Côme avec la voiture.

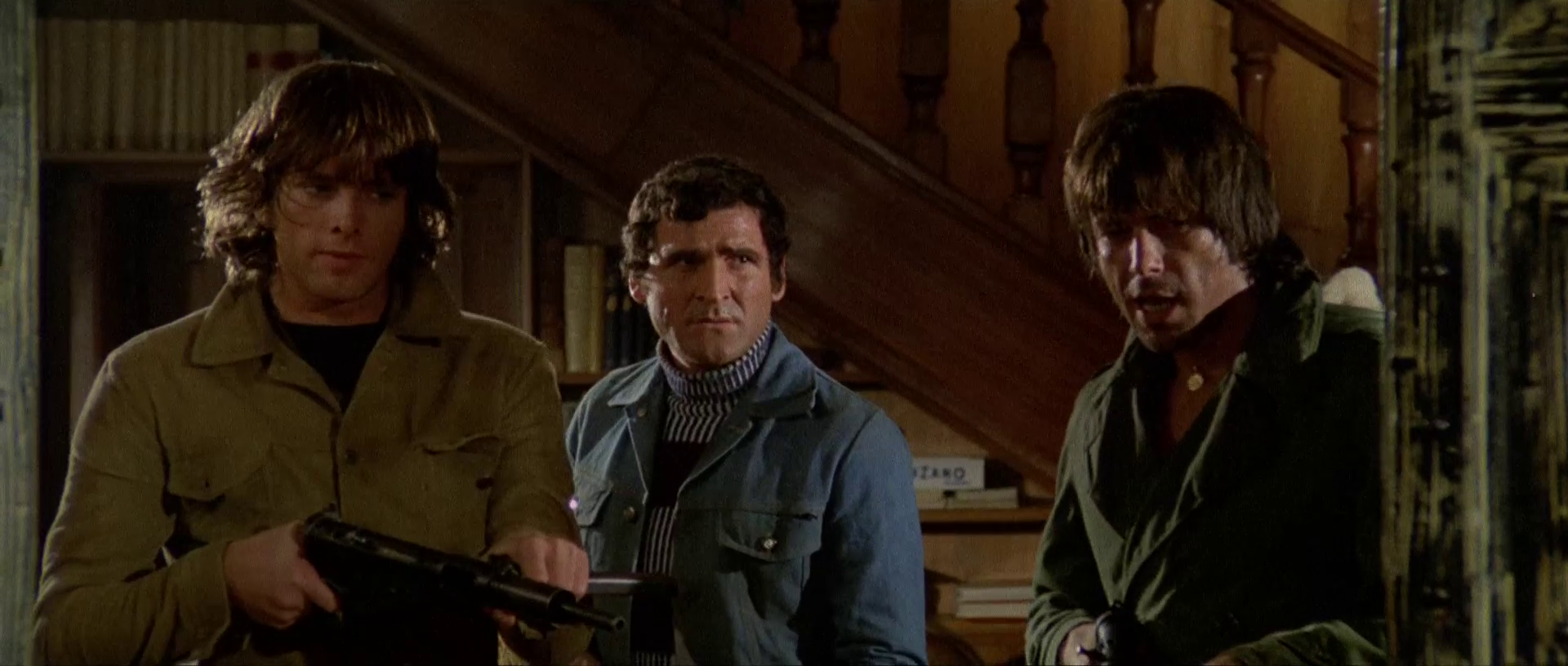
Les trois truands du film.

Pendant ce temps, dans un bateau abandonné, Marilù est attachée et effrayée. Carmine, qui semble le plus « humain » des trois ravisseurs, tente en vain de la calmer. Sacchi fait irruption dans la péniche et insulte Marilù, qui lui répond. Sacchi devient fou furieux et ordonne à Vittorio de la violer. À la fin, après avoir collecté la rançon, Sacchi tue Marilù. Carmine l'attaque alors furieusement et Sacchi, devenu fou, le tue. Vittorio va récupérer les valises contenant la rançon et, inquiet que Carmine ne soit pas encore revenu sur la péniche, Sacchi révèle qu'il vient de le tuer parce qu'il a essayé de défendre la femme. Il s'en prend ensuite à Sacchi, mais il se fait assassiner lui aussi. Ayant épuisé tous les chargeurs de la mitraillette, Sacchi utilise un pistolet. En réalité, il avait décidé dès le départ de tuer ses deux compagnons. Sacchi s'empare de la moitié de la rançon - en fuyant la police, il laisse tomber un lourd sac de voyage contenant 250 millions de lires, qui est récupéré par les agents ; cette fois encore, il tente de se créer un alibi avec la complicité de Maione, mais le commissaire Grandi le fait arrêter de toute façon, car il est le principal suspect dans l'enlèvement et les différents meurtres. Cependant, comme aucun élément n'a été trouvé pour l'incriminer, Sacchi a été libéré.
Quelques jours plus tard, il est assis à la table d'un bar et boit du champagne en racontant ses exploits à d'autres garçons. Mais soudain, Grandi arrive. Il est maintenant déterminé à rendre justice une fois pour toutes. Les amis de Sacchi s'éloignent et il reste seul face au commissaire, il commence à perdre sa bravade et à s'enfuir, mais il est poursuivi par le commissaire qui, en l'atteignant, lui tire dessus et après un bref échange de coups de feu le tue en le faisant chuter sur un tas d'ordures.

## Fiche technique
- Titre original italien : Milano odia: la polizia non può sparare
- Titre français : La Rançon de la peur[1]
- Réalisation : Umberto Lenzi
- Scénario : Umberto Lenzi, Ernesto Gastaldi
- Photographie : Federico Zanni
- Montage : Daniele Alabisio
- Musique : Ennio Morricone
- Production : Luciano Martino et Henry Silva
  - Umberto Lenzi (délégué)
  - Ruggero Deodato (coproducteur)
- Pays de production :  Italie
- Langue originale : italien
- Genre : Poliziottesco
- Format: Couleur par Eastmancolor - 2,35:1 - Son mono - 35 mm
- Durée : 99 minutes
- Dates de sortie en salles: 
  - Italie : 8 août 1974
  - France : 21 février 1975[1]
- Classification :
  - France :  interdit aux moins de 16 ans lors de sa sortie en salles

## Distribution
- Tomás Milián (VF : Bernard Murat) : Giulio Sacchi
- Henry Silva (VF : Roland Ménard) : le commissaire Walter Grandi
- Anita Strindberg (VF : Martine Messager) : Jole Tucci
- Laura Belli (VF : Sylvie Feit) : Marilù Porrino
- Lorenzo Piani : Gianni
- Mario Piave (it) (VF : Claude D'Yd) : L'agent de police
- Gino Santercole (VF : Jacques Ferrière) : Vittorio
- Ray Lovelock : Carmine
- Guido Alberti (VF : Henri Poirier) : Porrino
- Luciano Catenacci (VF : Michel Barbey) : Ugo Maione
- Francesco D'Adda (VF : Yves Barsacq) : Romano
- Rosita Toros (VF : Jacqueline Cohen) : Marta
- Annie Carol Edel (VF : Francine Lainé) : L'amie de Marta
- Pippo Starnazza (it) : Papà
- Giancarlo Busi (VF : Jean Violette) : le policier tué par Sacchi
- Franco Ferrari (VF : Maurice Chevit) : Brambilla
- Muzio Joris (VF : Francis Lax) : Maori
- Mariano Laurenti (VF : Albert Augier) : l'avocat de Sacchi
- Elsa Boni (VF : Lita Recio) : Mina, la femme de papà
- Nello Pazzafini : client de bar
- Giuseppe Castellano : L'inspecteur de police avec des lunettes

Distribution illustrée
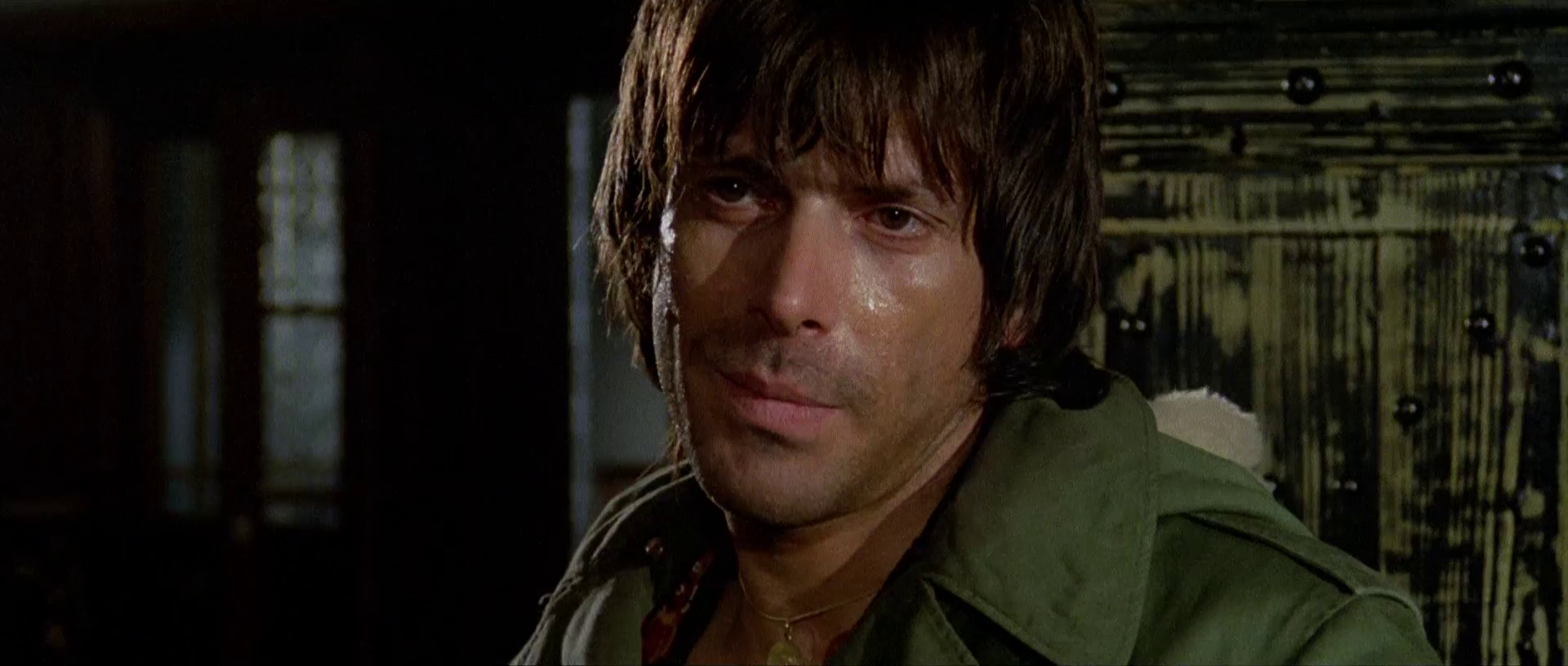
Giulio Sacchi (Tomás Milián)
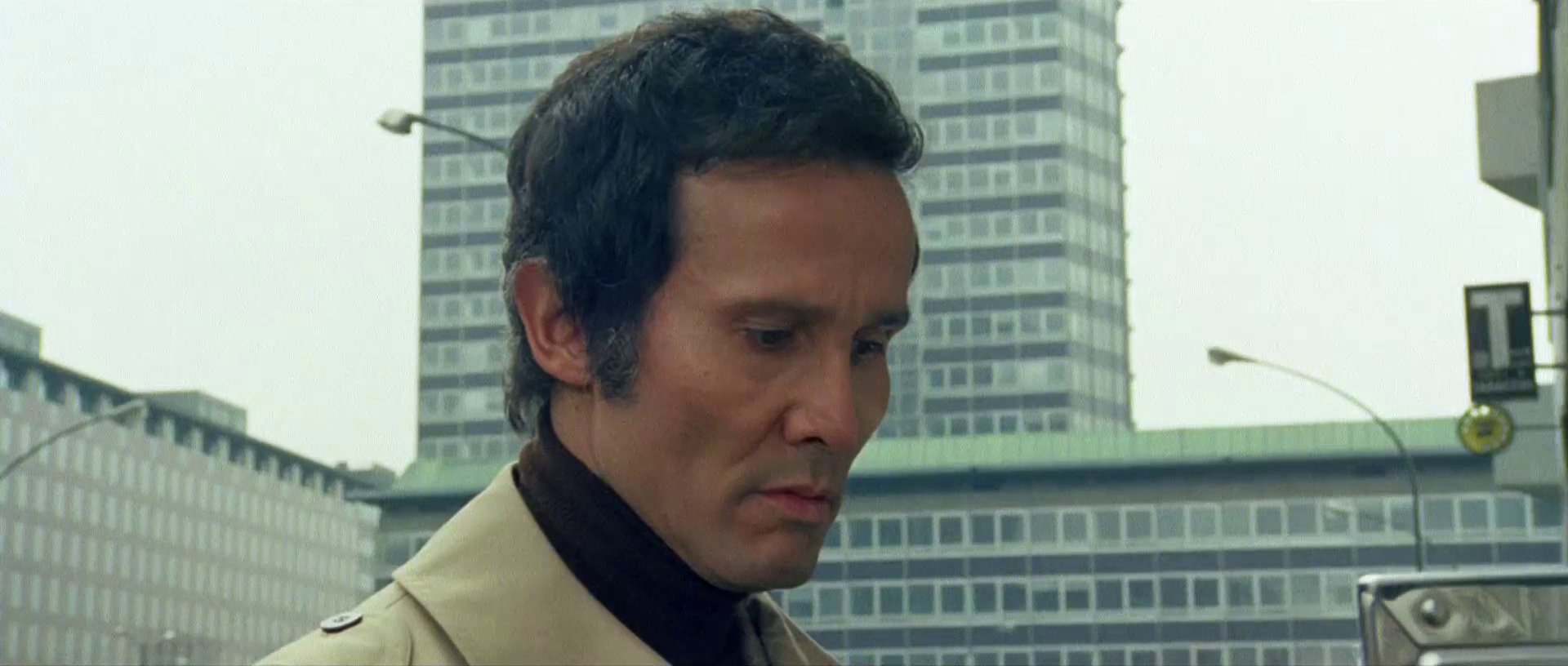
Walter Grandi (Henry Silva)
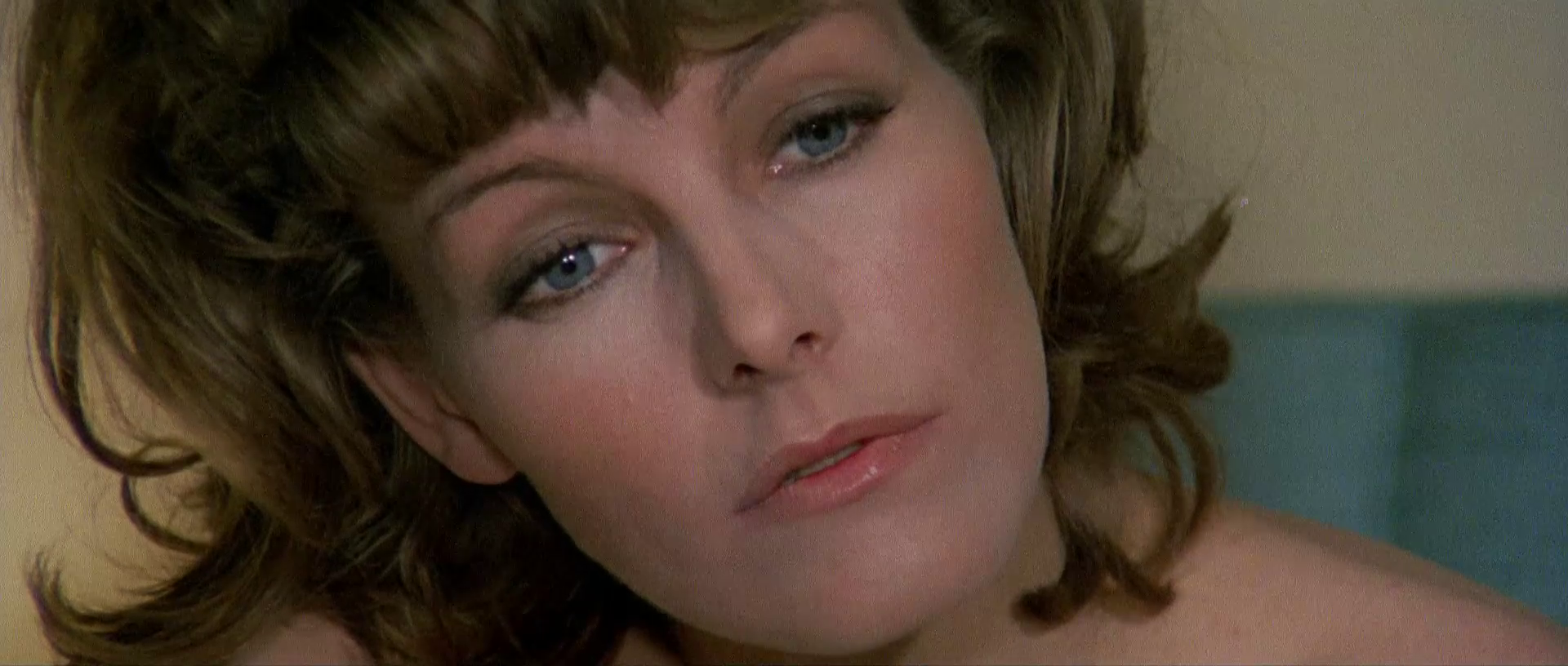
Jole Tucci (Anita Strindberg)
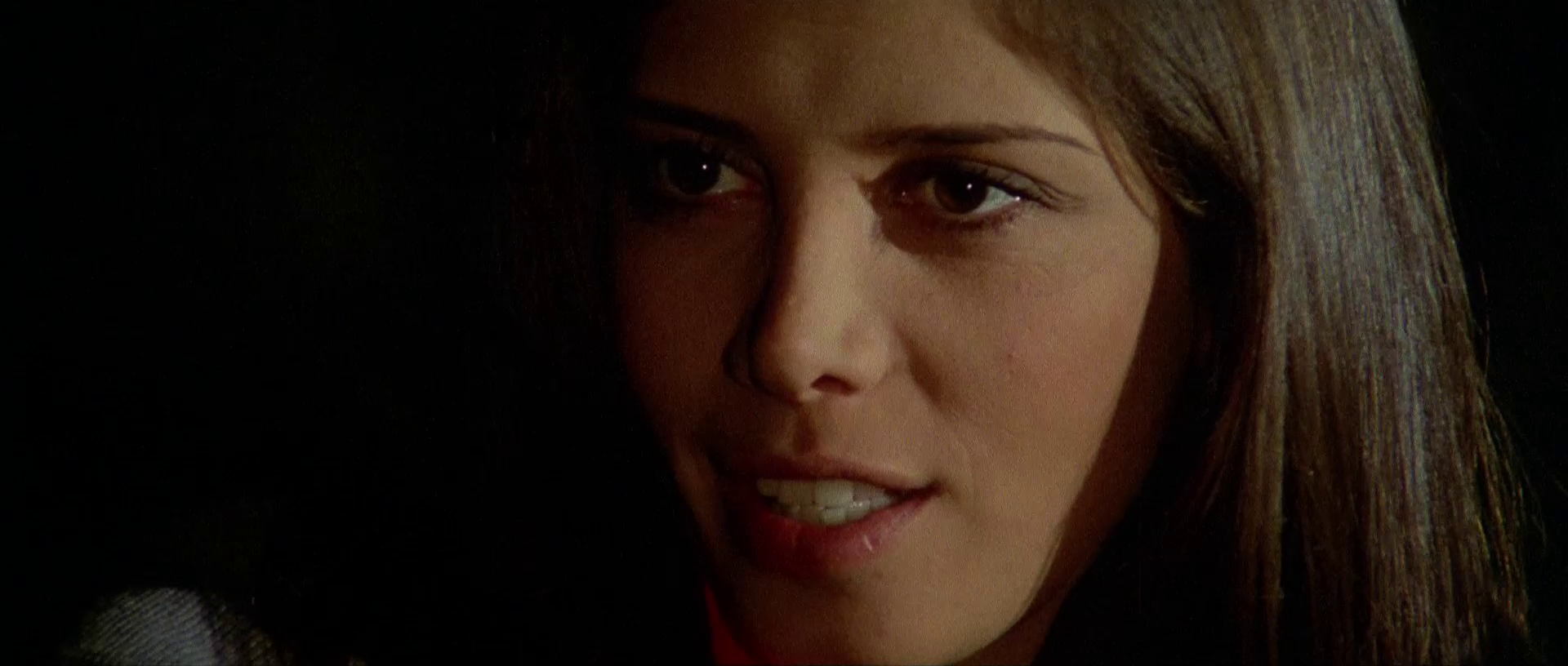
Marilù Porrino (Laura Belli)
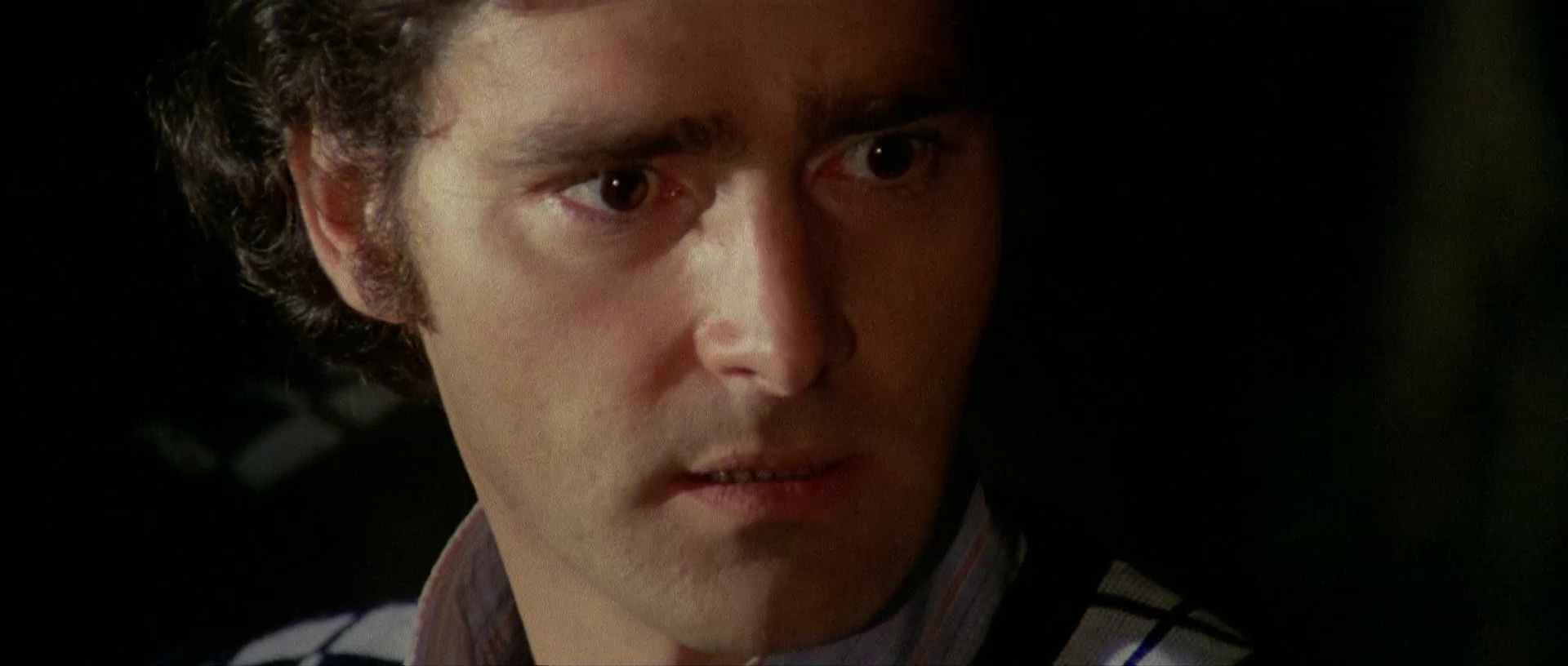
Gianni (Lorenzo Piani)
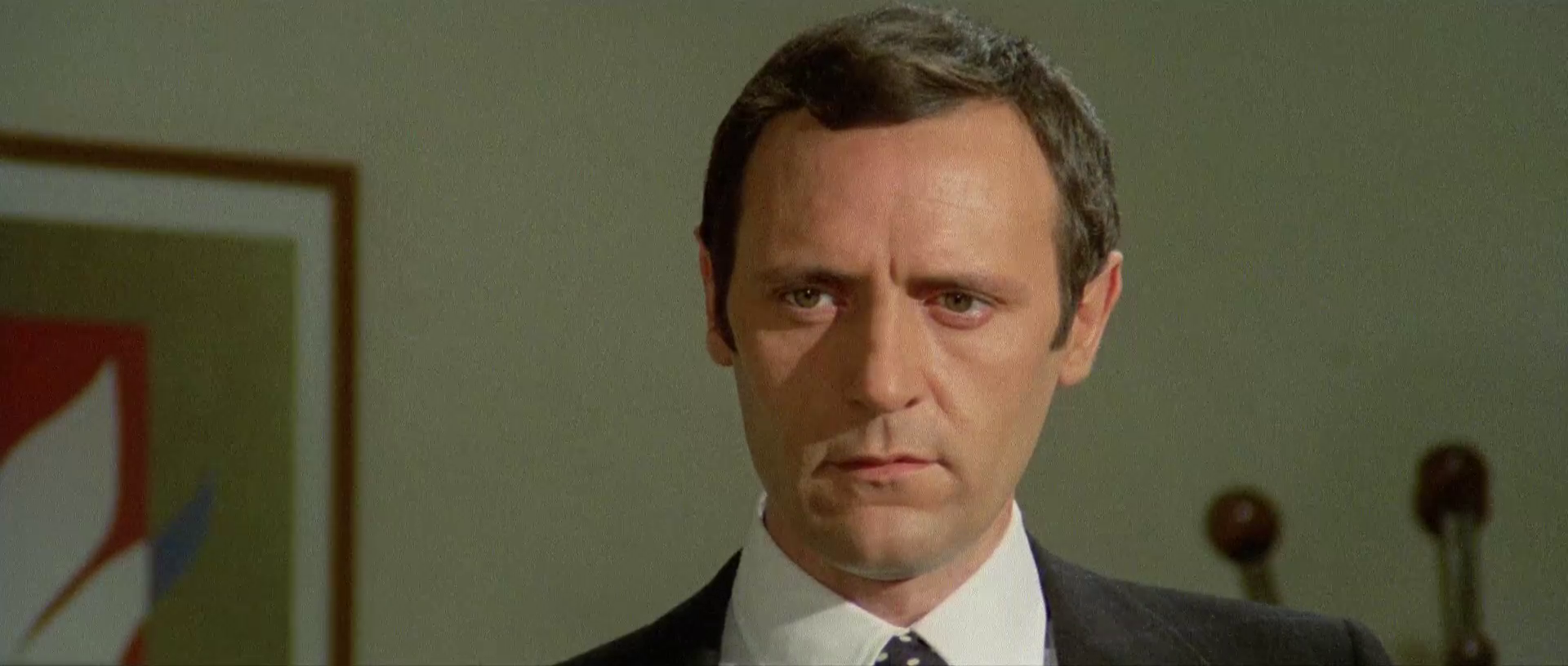
L'agent de police (Mario Piave (it))
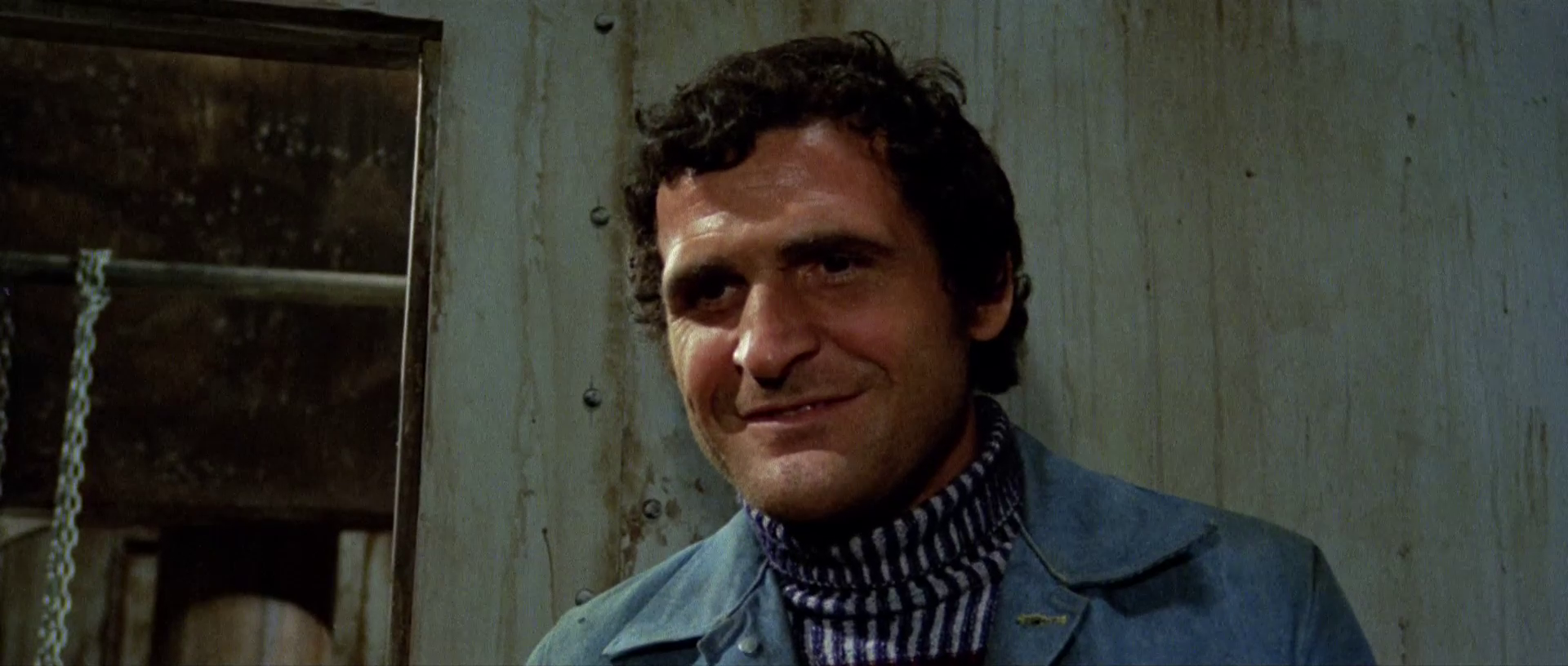
Vittorio (Gino Santercole)
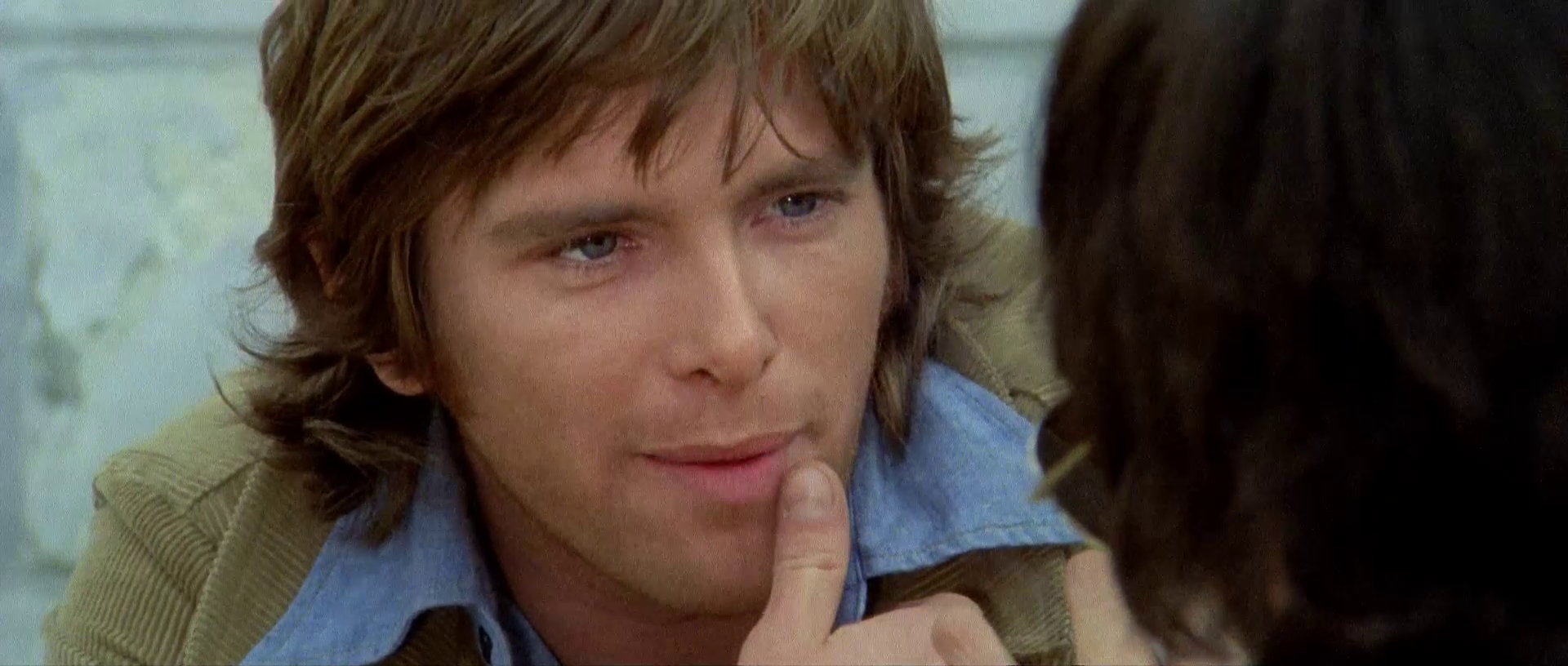
Carmine (Ray Lovelock)
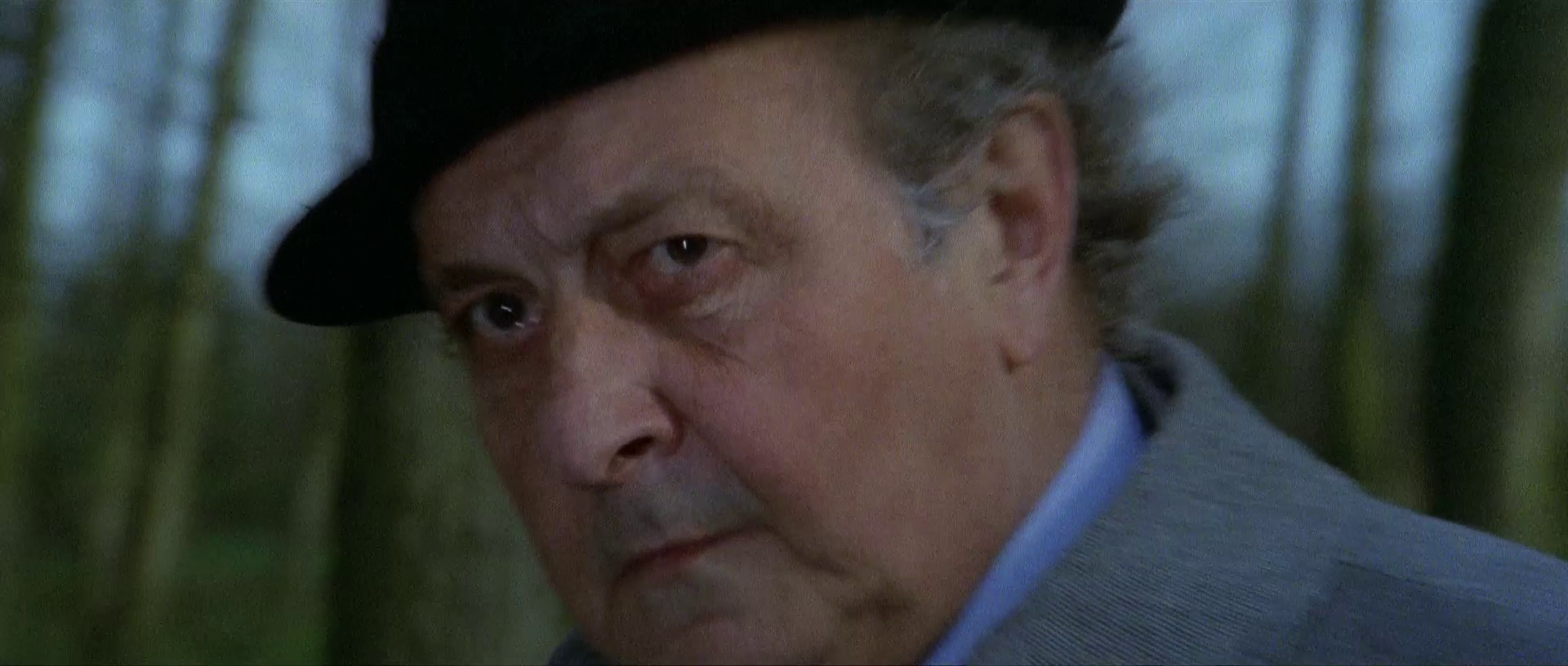
Porrino (Guido Alberti)
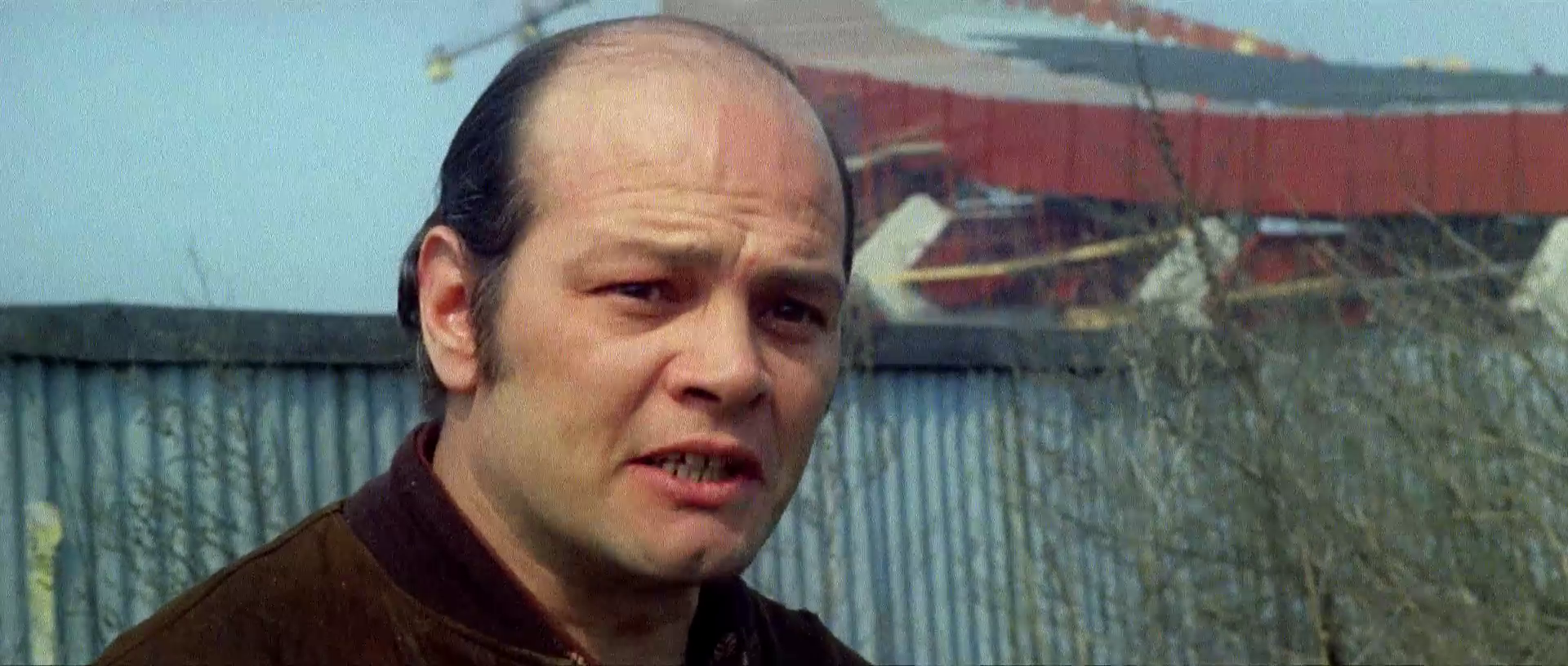
Ugo Maione (Luciano Catenacci)
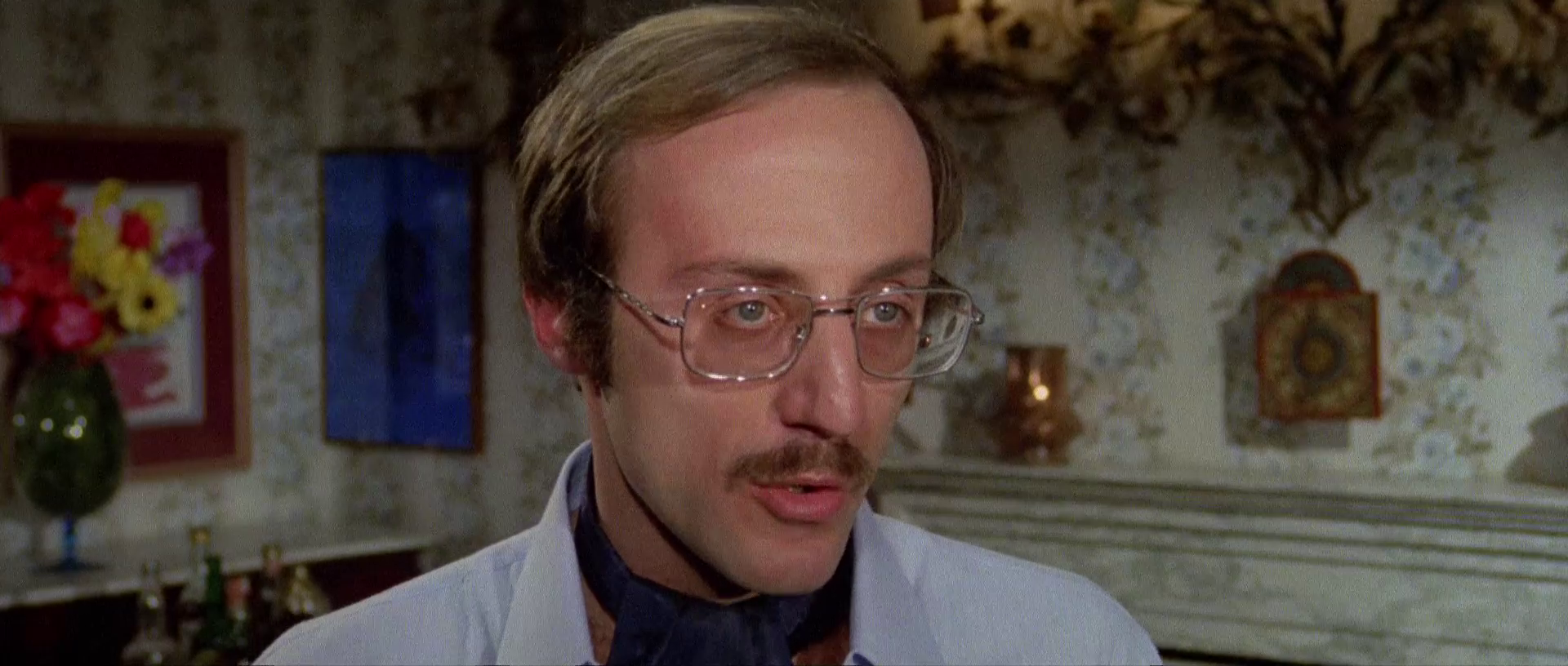
Romano (Francesco D'Adda)
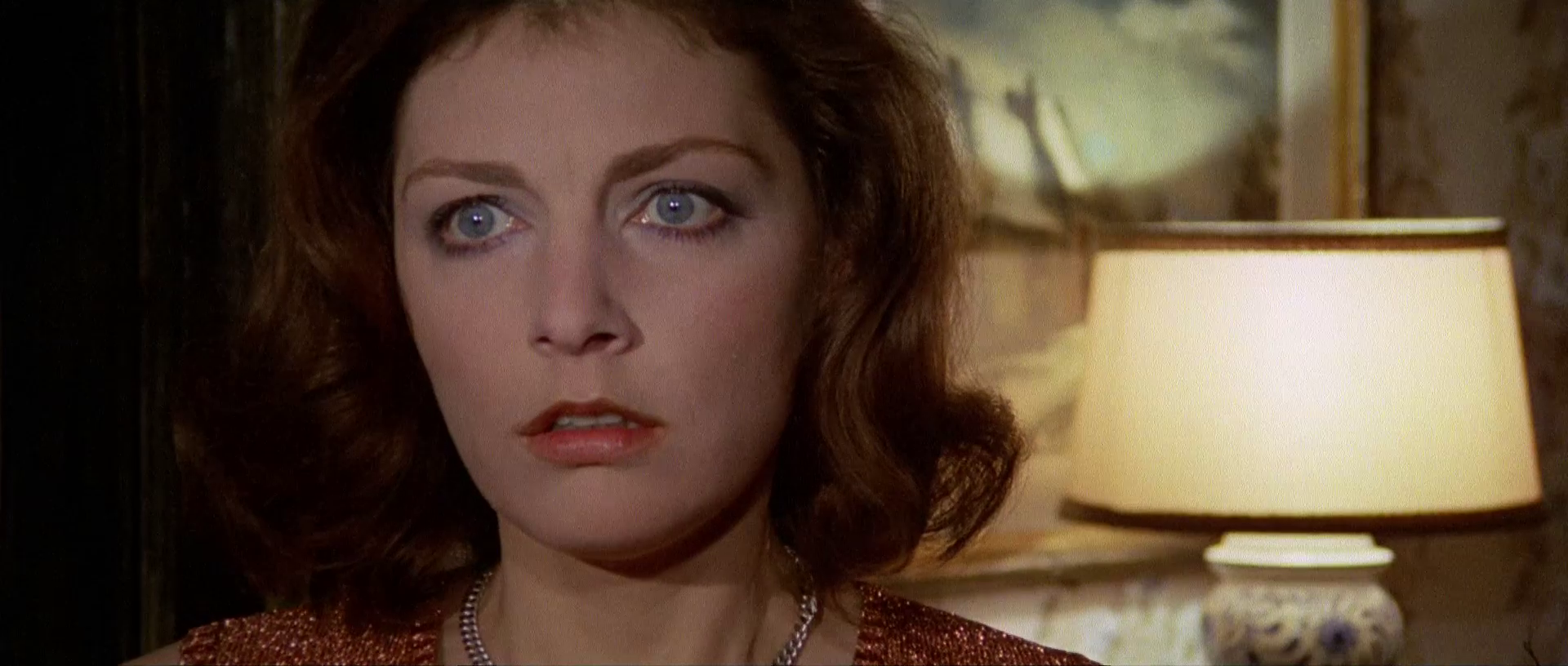
Marta (Rosita Toros)
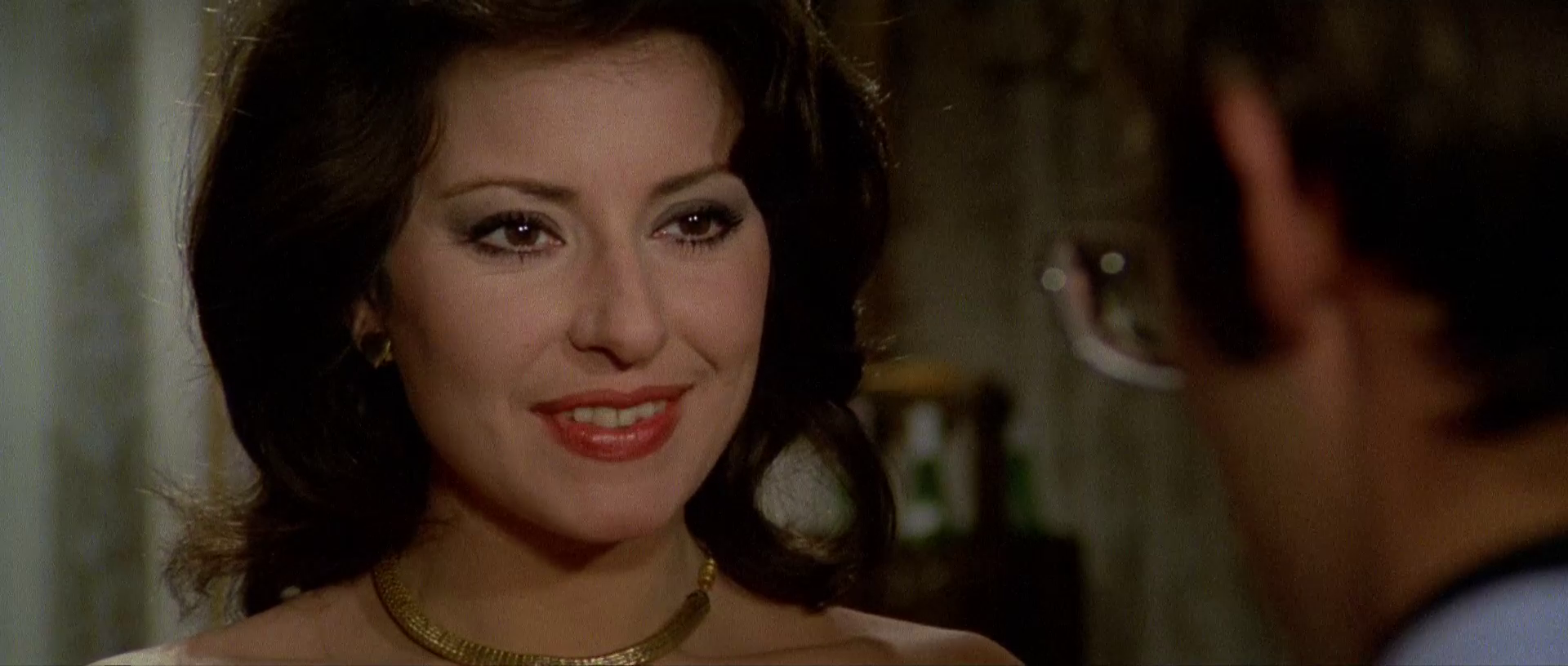
L'amie de Marta (Annie Carol Edel)
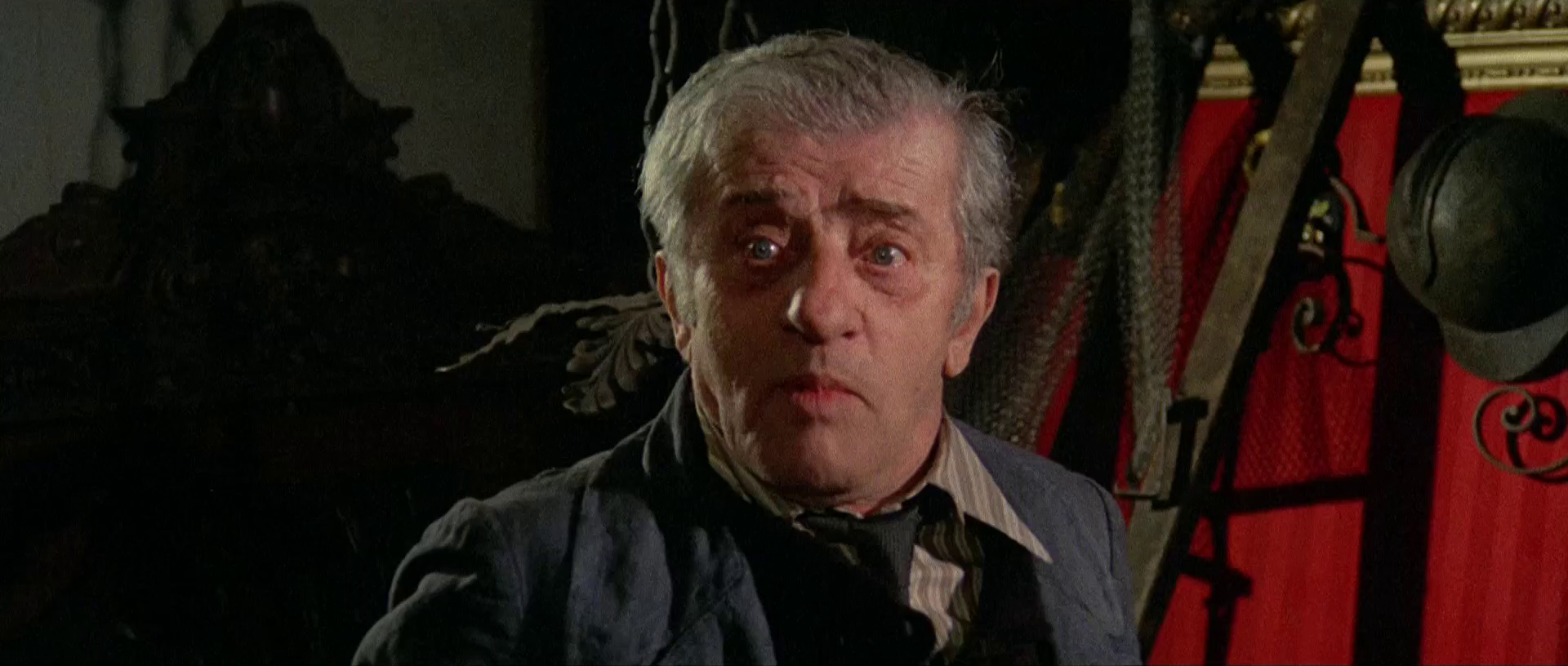
Papà (Pippo Starnazza (it))
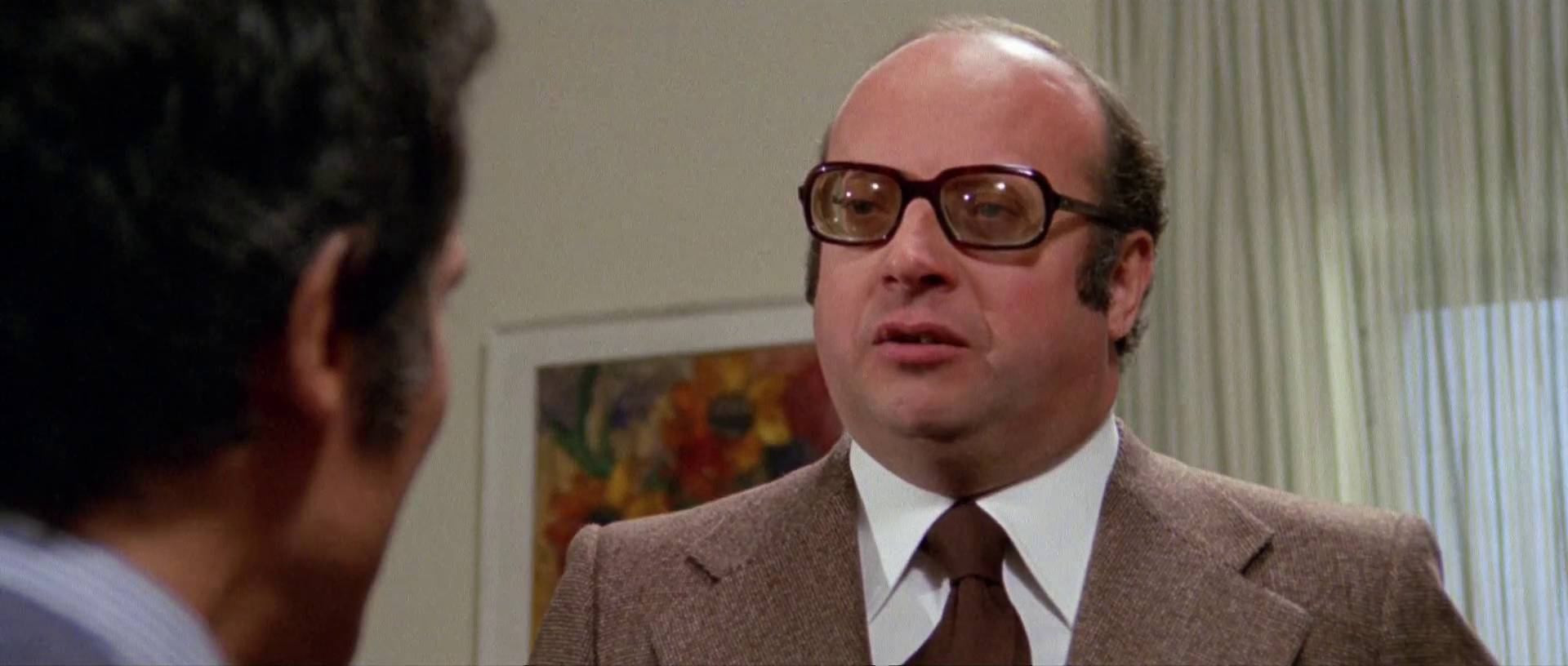
L'avocat de Sacchi (Mariano Laurenti)
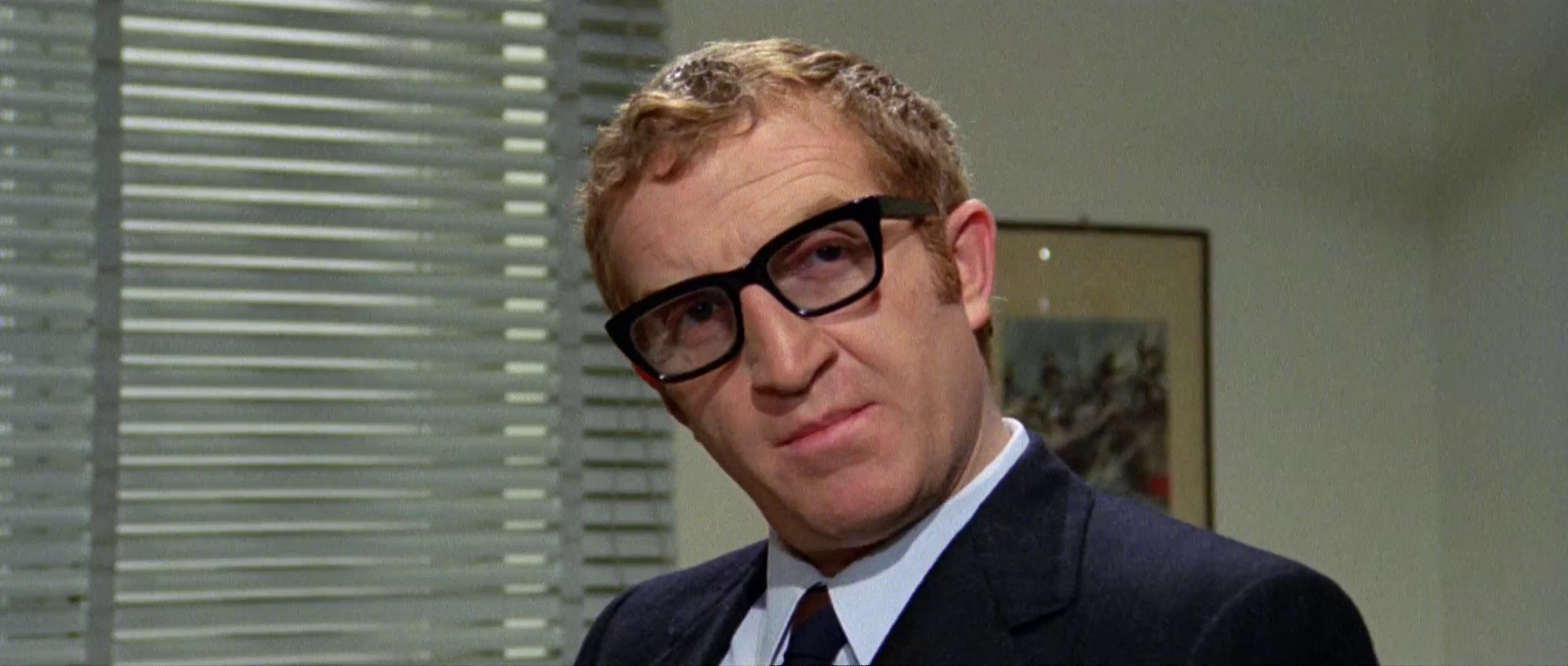
Un inspecteur de police (Giuseppe Castellano)
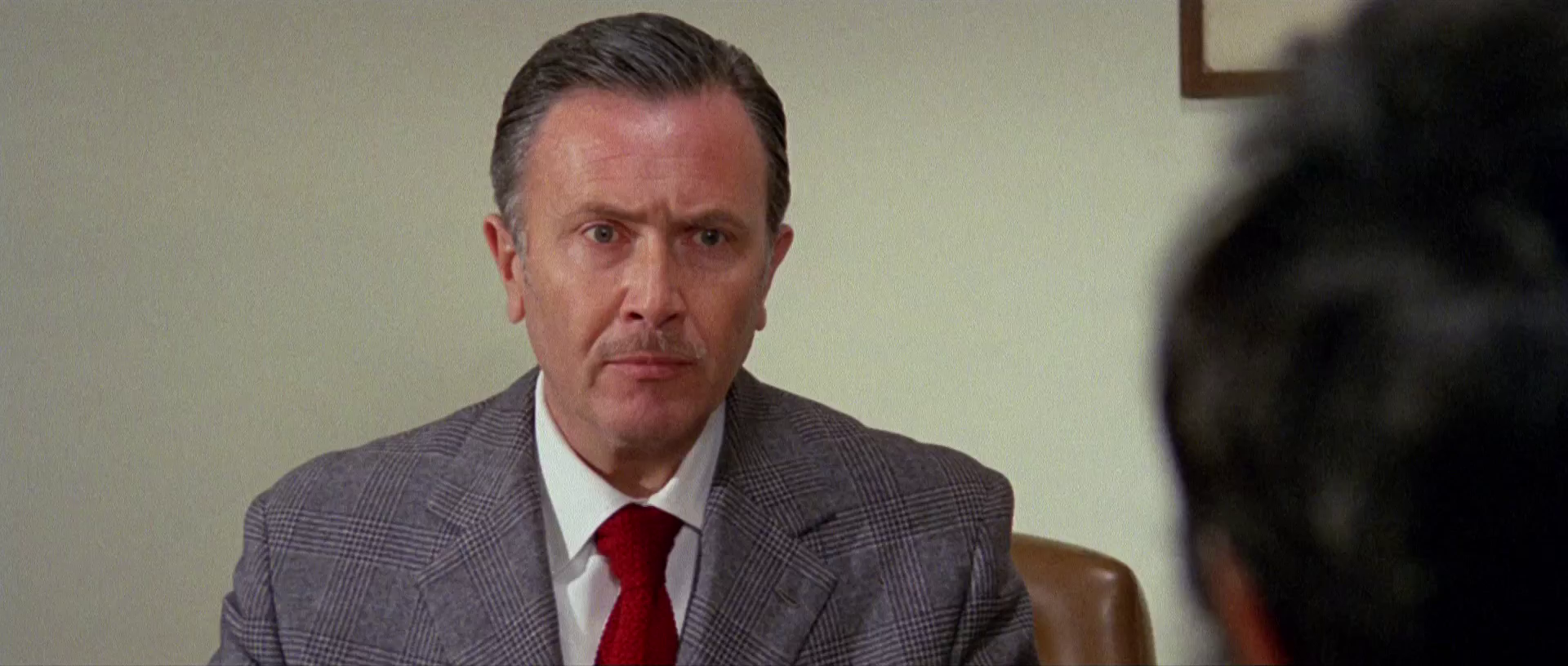
Juge Rossi (Tom Felleghy)

## Production

### Mise en scène
Umberto Lenzi sortait tout juste de ses gialli érotiques avec Carroll Baker, mais il sentait que le genre était en train de disparaître. Luciano Martino, producteur et frère du réalisateur Sergio, commence à investir dans le poliziottesco, un genre qui reflète les vicissitudes des années de plomb comme le terrorisme, les vols ou les violences sexuelles. Martino commande un scénario à Ernesto Gastaldi, proposant à Lenzi de réaliser le film. Lenzi a accepte et décide d'accentuer le sous-texte social du film.
Lenzi s'était déjà essayé au genre du poliziottesco, en réalisant en 1973 La Guerre des gangs, qui se déroule dans le milieu de la prostitution.

### Attribution des rôles

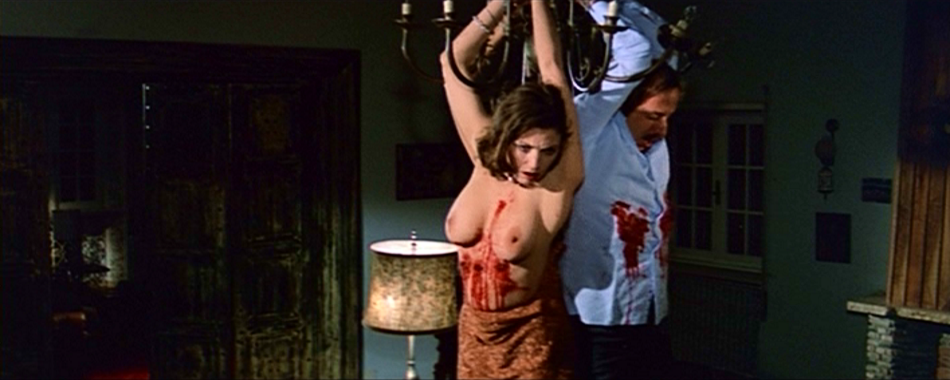
Rosita Toros à gauche et Francesco D'Adda dans une scène violente du film.

Richard Conte et Gino Santercole ont été choisis pour jouer les ravisseurs, tandis que Ray Lovelock a été choisi pour incarner le commissaire de police. Seul le rôle du troisième ravisseur manquait, jusqu'à ce que Tomás Milián ne soit engagé. Mais lorsque ce dernier a lu le script, il a choisi de jouer Giulio Sacchi, le protagoniste sadique. Ray Lovelock a donc joué l'autre ravisseur, le « gentil », l'alter ego de Giulio Sacchi.
Henry Silva s'est également retrouvé à jouer le commissaire après la disparition de Conte, ce qui a été son premier rôle de gentil, puisqu'il avait toujours joué des rôles d'antagonistes jusque-là.

### Tournage
Le film a été tourné à Milan, Lugano, Bergame et à Rome pour les intérieurs.
Pendant le tournage du film, afin de mieux interpréter le personnage, Tomás Milián a consommé de l'alcool et des drogues, comme il l'a admis lui-même.
Certaines scènes de poursuite en voiture proviennent de Rue de la violence, réalisé par Sergio Martino en 1973, et seront de nouveau réutilisées dans Brigade spéciale, également d'Umberto Lenzi, sorti deux ans plus tard.

## Exploitation
Le film est sorti en Italie le 8 août 1974, via la société de distribution Interfilm.
Le film est un succès commercial, rapportant 1 168 745 000 lires à l'époque, mais est unanimement qualifié de fasciste et de réactionnaire par les critiques de cinéma italiens.

### Accueil critique

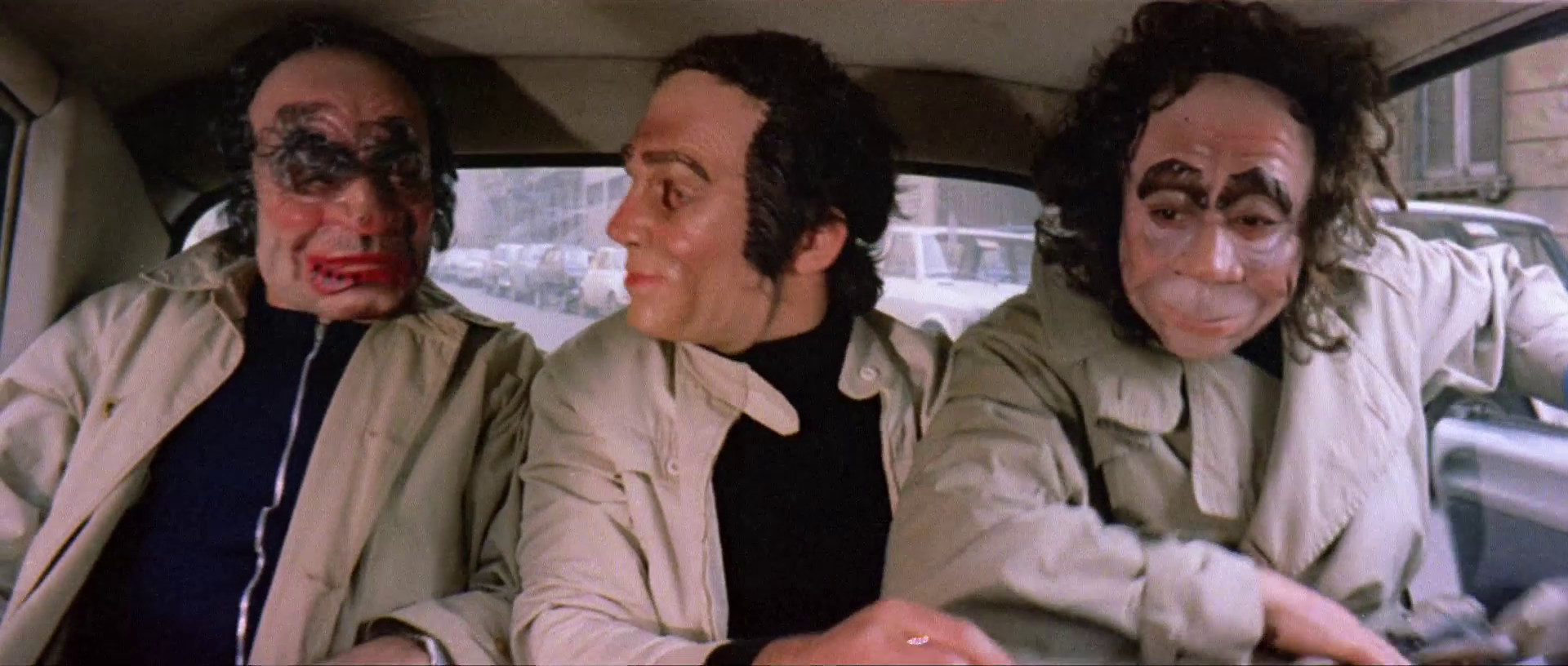
Les trois bandits masqués dans le film.

Le film est considéré par beaucoup comme un poliziottesco, mais en réalité les liens avec le genre alors émergent sont marginaux : la poursuite initiale et le commissaire au visage inexpressif, joué par Silva, qui reste cependant en arrière-plan. Le film se rapproche aussi de l'épouvante durant la scène de torture dans la villa, et l'atmosphère globale tient plus du film noir urbain.
Le message du film est considéré comme très ambigu, voire nihiliste, car il semble vouloir affirmer que la seule solution est de répondre à la violence par la violence. Cependant, dans la scène finale du film, la violence semble avoir une valeur cathartique, où le public trouve une justification à la cruauté de l'histoire.
Le film offre également un portrait désenchanté de l'Italie des années 1970, déchirée par les conflits de classe et imprégnée d'un climat d'insécurité et de chienlit. La figure de l'inspecteur Grandi, qui, à l'instar de Clint Eastwood dans L'Inspecteur Harry, décide de se faire justice soi-même, souligne la difficulté de la police à stopper la vague de violence de ces années-là, selon une partie de l'opinion publique, en raison de lois trop permissives et protectrices pour les suspects. La déclaration de Sacchi à ce sujet est restée célèbre : « Il faut des preuves aussi grandes que le gratte-ciel Pirelli pour envoyer quelqu'un en prison à vie ». Sur ce point aussi, cependant, le film est ambigu, dans la mesure où le personnage du commissaire, joué par Silva, n'apparaît pas clairement comme celle du héros, en partie à cause de l'incisivité avec laquelle l'anti-héros Sacchi est dépeint.

## Hommages
- John Zorn, les Sikitikis (it) et Calibro 35 (it) ont réinterprété le thème principal de la bande originale d'Ennio Morricone, comme un hommage au film et au genre musical typique des poliziotteschi de l'époque.
- Le collectif de hip-hop italien Dogo Gang (it) en la personne de Ted Bundy a composé la chanson Milano Odia, dans laquelle le titre original du film est en partie cité : « Milano odia e la pula non può sparare ».
- La fin du film figure dans le clip vidéo de Max Pezzali, Il mio secondo tempo, dans lequel il joue le rôle de Giulio Sacchi qui tente d'échapper au commissaire Grandi, qui veut l'exécuter personnellement.